# Bence Halász
Bence Halász (* 4. srpna 1997 Kiskunhalas) je maďarský kladivář, stříbrný olympijský medailista, dvojnásobný bronzový medailista ze světového šampionátu a trojnásobný medailista z mistrovství Evropy. 
Mezi jeho juniorské úspěchy patří titul juniorského mistra světa i Evropy.

## Osobní rekord
- 80,92 m – 18. srpna 2022, Mnichov